# Josip Hamm
Josip Hamm (Gat kraj Valpova, 3. prosinca 1905. – Beč, 23. studenog 1986.), hrvatski slavist.

## Životopis
Hamm je rođen u Gatu kraj Valpova. Godine 1924. završava klasičnu gimnaziju u Osijeku, a 1929. godine na Sveučilištu u Zagrebu studij slavistike i germanistike. Radio je kao predavač na gimnazijama u Prištini, Karlovcu i Zagrebu. Godine 1931. postaje honorarni lektor za poljski jezik na Filozofskom fakultetu u Zagrebu. Godine 1934. doktorira s temom Matija Petar Katančić, njegova djela i njegov dijalekt. Godine 1946. postaje stalni lektor za poljski. Godine 1948. postavljen je za docenta slavenske filologije s osobitim obzirom na staroslavenski jezik. Izvanredni profesor postao je 1954., a redoviti 1958. Godine 1960. prihvaća mjesto redovitoga profesora slavenske filologije na Katedri za slavistiku bečkoga sveučilišta. Prihvaća i mjesto pročelnika Instituta za slavensku filologiju u Beču. Također je bio predstojnik Jezikoslovnoga odjela Balkanske komisije (osnivača V. Jagić 1897.), Austrijske akademije znanosti koje je bio i redoviti član, kao i redoviti član JAZU.
Godine 1952. zajedno sa Svetozarom Rittigom i Vjekoslavom Štefanićem osniva Staroslavenski institut u Zagrebu, pod čijim pokroviteljstvom izlazi njegov časopis Slovo.

## Djela
- Poljski jezik. Čitanka i gramatika savremenog poljskog književnog jezika s kratkim rječnikom, Zagreb 1935.
- Pregled gramatike poljskog jezika, Zagreb 1936.
- Zarys gramatyki języka serbochorwackiego, Zagreb 1936.
- Čitanka starocrkvenoslavenskog jezika s rječnikom, Zagreb 1947.
- Gramatika starocrkvenoslavenskog jezika, Zagreb 1947.
- Grammatik der serbokroatischen Sprache, Wiesbaden 1967.
- Kratka gramatika hrvatskosrpskog jezika za strance, Zagreb 1967.[1]